# Ornithodoros coriaceus
Ornithodoros coriaceus är en fästingart som beskrevs av Koch 1844. Ornithodoros coriaceus ingår i släktet Ornithodoros och familjen mjuka fästingar. Inga underarter finns listade i Catalogue of Life.